# Sibolgia jacobsoni
Sibolgia jacobsoni – gatunek kosarza z podrzędu Laniatores i rodziny Podoctidae. Jedyny znany przedstawiciel monotypowego rodzaju Sibolgia.

## Występowanie
Gatunek endemiczny dla Sumatry.